# Працьовитий Володимир Степанович
Володимир Степанович Працьовитий (нар. 2 липня 1949, с. Баківці, Жидачівський район, Львівська область) — український літературознавець. Доктор філологічних наук, професор.

## Біографія
У 1975 році закінчив Львівський університет, де відтоді і працює.
У 1987 році захистив кандидатську дисертацію, у 2004-му — докторську.
З 2006 року — професор кафедри української літератури імені академіка Михайла Возняка.

### Наукова діяльність
Автор низки наукових досліджень з української драматургії, серед яких: «Український національний характер у драматургії Миколи Куліша» (1998), «Національний характер в українській драматургії 20-30-х років ХХ ст.» (1999), «Українська драматургія 20-30-х рр. ХХ ст. Жанрова модифікація» (2001), «Українська історична драма» (2002), «Національний характер в українській драматургії 20-х — початку 30-х років ХХ століття» (2004), «Національна самобутність драматургії Івана Франка» (2006) та ін.